# Angelo Gigli
Angelo Gigli (Pietermaritzburg, 4 giugno 1983) è un ex cestista italiano.
Alto 211 cm, giocava nel ruolo di centro, ma talvolta ricopriva il ruolo di ala grande.
Gigli è nato in Sudafrica, dove la sua famiglia risiedeva per motivi di lavoro del padre. Quando aveva due anni la famiglia è rientrata in Italia e si è stabilita a Roma.

## Carriera

### Club
Nato cestisticamente alla A.P.D. Vigna Pia Roma, andò alla Fortitudo Roma 1908, con la quale ha giocato in C1 nel 2001, esordendo così in una squadra professionistica.
In seguito passa alla Bipop Carire di Reggio Emilia, prima alle giovanili, dopo, nella stagione 2003-04, in prima squadra, dove è stato il giocatore rivelazione della Legadue. Ha esordito in Serie A nell'ottobre 2004, impressionando subito gli addetti ai lavori, tanto da essere notato addirittura da qualche scout NBA. Eccezionale fu la sua partita contro la Viola Reggio Calabria, in cui mise a segno 29 punti con 5 triple.
Si è dichiarato eleggibile per il Draft NBA del 2005, ma non essendo stato scelto ha deciso di restare, anche per la stagione 2005-06, alla Bipop Carire, dove si è confermato come ottimo giocatore.
Nel luglio 2006 ha firmato un contratto triennale con la Benetton Treviso. Nella sua prima stagione a Treviso ha collezionato 33 presenze in campionato con una media di 7,2 punti e 4,2 rimbalzi a partita e una notevole percentuale (44,6%) nel tiro da tre punti. Non ha potuto esordire nei play-off a causa della penalizzazione inflitta alla Benetton, in seguito al "caso Lorbek".
A Treviso ha avuto anche la possibilità di esordire in Eurolega dove ha avuto una media di 7,1 punti in stagione regolare e 6,8 in Top 16. In entrambe le competizioni, è stato utilizzato da coach David Blatt 18 minuti a partita.
La stagione 2007-08 è stata negativa sia per la Benetton, che non è riuscita a raggiungere né i playoff né la qualificazione all'Eurolega, sia per Gigli, che a causa di alcuni problemi fisici (tra i quali un serio infortunio al polso sinistro che lo costringerà all'operazione) non riesce a esprimere il suo reale valore.
Il 7 agosto 2008 sigla un contratto triennale con la squadra della sua città, la Lottomatica Roma.
Dalla stagione 2011-12 passa alla Virtus Bologna.
Il 5 agosto 2013 la Pallacanestro Olimpia Milano comunica la sottoscrizione di un contratto biennale con il giocatore.
Il 13 febbraio 2014 viene ceduto in prestito alla Pallacanestro Reggiana dove torna ad indossare la "sua" maglia numero 6. Nell'aprile dello stesso anno vince l'EuroChallenge.
Disputa la stagione 2014-15 con la Pallacanestro Olimpia Milano passando poi a luglio 2015 alla Basket Ferentino.
Dalla stagione 2017-18 ha giocato con la NPC Rieti ora Zeus Group Rieti di cui ha vestito per due anni la fascia di capitano. Nell'aprile del 2019 annuncia il suo ritiro a fine stagione dall'attività agonistica.

### Nazionale
Dopo la stagione 2004-05, viene convocato da coach Carlo Recalcati all'Europeo 2005 di Serbia e Montenegro, dove non gioca particolarmente bene. Le sue prestazioni migliorano decisamente nel mondiale nipponico del 2006, dove però con la sua nazionale non riesce ad andare oltre agli ottavi di finale. Il 18 luglio 2007 si presenta a Bormio al raduno in vista degli Europei di Spagna: inizialmente è in dubbio per la convocazione, avendo come pari ruolo gente come Andrea Bargnani, Richard Mason Rocca, Denis Marconato, Giacomo Galanda e Andrea Crosariol, ma alla fine grazie alla sua costanza e al duro lavoro convince coach Recalcati a portarlo con sé, e sul campo è probabilmente il miglior giocatore azzurro dell'europeo, mettendosi in mostra in particolare nella partita contro la Turchia, nella quale realizza 17 punti, 10 rimbalzi e 3 stoppate. Le sue  prestazioni non bastano però a salvare gli azzurri dall'eliminazione, sia dai quarti di finale, sia dalle Olimpiadi 2008. L'Italia viene eliminata nello spareggio contro la Germania, ma anche in questa partita Gigli si mette in buona luce marcando egregiamente una delle migliori ali grandi del mondo, Dirk Nowitzki. Nell'estate 2012 disputa le partite del vittorioso girone di qualificazione all'Europeo 2013, torneo a cui non può prendere parte a causa di un infortunio al ginocchio.

## Statistiche

### Cronologia presenze e punti in nazionale
| Cronologia completa delle presenze e dei punti in Nazionale - Italia | Cronologia completa delle presenze e dei punti in Nazionale - Italia | Cronologia completa delle presenze e dei punti in Nazionale - Italia | Cronologia completa delle presenze e dei punti in Nazionale - Italia | Cronologia completa delle presenze e dei punti in Nazionale - Italia | Cronologia completa delle presenze e dei punti in Nazionale - Italia | Cronologia completa delle presenze e dei punti in Nazionale - Italia | Cronologia completa delle presenze e dei punti in Nazionale - Italia |
| Data                                                                 | Città                                                                | In casa                                                              | Risultato                                                            | Ospiti                                                               | Competizione                                                         | Punti                                                                | Note                                                                 |
| -------------------------------------------------------------------- | -------------------------------------------------------------------- | -------------------------------------------------------------------- | -------------------------------------------------------------------- | -------------------------------------------------------------------- | -------------------------------------------------------------------- | -------------------------------------------------------------------- | -------------------------------------------------------------------- |
| 14/07/2009                                                           | Bormio                                                               | Italia                                                               | 64 - 63                                                              | Rep. Ceca                                                            | Amichevole                                                           | 3                                                                    | [ 5 ]                                                                |
| 16/07/2009                                                           | Bormio                                                               | Italia                                                               | 85 - 49                                                              | Svezia                                                               |                                                                      | 7                                                                    | [ 6 ]                                                                |
| 18/07/2009                                                           | Bormio                                                               | Italia                                                               | 89 - 97                                                              | Rep. Ceca                                                            |                                                                      | 2                                                                    | [ 7 ]                                                                |
| 25/07/2009                                                           | Trento                                                               | Italia                                                               | 91 - 69                                                              | Canada                                                               |                                                                      | 3                                                                    | [ 8 ]                                                                |
| 26/07/2009                                                           | Trento                                                               | Italia                                                               | 88 - 70                                                              | Nuova Zelanda                                                        |                                                                      | 7                                                                    | [ 9 ]                                                                |
| 27/07/2009                                                           | Trento                                                               | Italia                                                               | 83 - 72                                                              | Portogallo                                                           |                                                                      | 11                                                                   | [ 10 ]                                                               |
| 01/08/2009                                                           | Conegliano                                                           | Italia                                                               | 81 - 75                                                              | Canada                                                               | Amichevole                                                           | 6                                                                    | [ 11 ]                                                               |
| 05/08/2009                                                           | Cagliari                                                             | Italia                                                               | 77 - 80 dts                                                          | Francia                                                              | Qual. Euro 2009                                                      | 13                                                                   | [ 12 ]                                                               |
| 11/08/2009                                                           | Vantaa                                                               | Finlandia                                                            | 75 - 77                                                              | Italia                                                               | Qual. Euro 2009                                                      | 10                                                                   | [ 13 ]                                                               |
| 14/08/2009                                                           | Pau                                                                  | Francia                                                              | 81 - 61                                                              | Italia                                                               | Qual. Euro 2009                                                      | 0                                                                    | [ 14 ]                                                               |
| 20/08/2009                                                           | Porto San Giorgio                                                    | Italia                                                               | 89 - 95                                                              | Finlandia                                                            | Qual. Euro 2009                                                      | 3                                                                    | [ 15 ]                                                               |
| 09/07/2010                                                           | Bormio                                                               | Italia                                                               | 88 - 46                                                              | Ungheria                                                             |                                                                      | 12                                                                   | [ 16 ]                                                               |
| 11/07/2010                                                           | Bormio                                                               | Italia                                                               | 78 - 41                                                              | Iran                                                                 |                                                                      | 8                                                                    | [ 17 ]                                                               |
| 16/07/2010                                                           | Firenze                                                              | Italia                                                               | 83 - 60                                                              | Macedonia                                                            |                                                                      | 5                                                                    | [ 18 ]                                                               |
| 17/07/2010                                                           | Firenze                                                              | Italia                                                               | 88 - 76                                                              | Polonia                                                              |                                                                      | 4                                                                    | [ 19 ]                                                               |
| 18/07/2010                                                           | Firenze                                                              | Italia                                                               | 83 - 84                                                              | Bulgaria                                                             |                                                                      | 4                                                                    | [ 20 ]                                                               |
| Totale                                                               |                                                                      | Presenze                                                             | 16                                                                   |                                                                      | Punti                                                                | 98                                                                   |                                                                      |

## Palmarès
- Supercoppa italiana: 1

Pall. Treviso: 2006
- Coppa Italia: 1

Pall. Treviso: 2007
- EuroChallenge: 1

Pallacanestro Reggiana: 2013-2014